# Peter Petersen (Dokumentarfilmer)
Peter Petersen (* 1. Dezember 1937 in List auf Sylt) ist ein deutscher ehemaliger Dokumentarfilmregisseur der DEFA.

## Leben
Peter Petersen arbeitete seit etwa 1965 für die bekannten Dokumentarfilmer Walter Heynowski und Gerhard Scheumann im DEFA-Studio für Wochenschauen und Dokumentarfilme als Redakteur und Aufnahmeleiter. Seit 1972 drehte er eigene Kurz-Dokumentarfilme. Diese waren meist propagandistisch geprägt und behandelten vor allem kulturelle und soziale Themen. 
Von 1986 ist sein letzter Film bekannt.

## Filmografie
- 1972: Das Kinderschiff
- 1974: Nationale Volksarmee
- 1974: Kinder der Sonne
- 1975: ... und aus dem Wald kommt Mischka
- 1975: Geschichten vom 30. Frühling
- 1976: Belorussische Erinnerungen
- 1977: Und jeder von uns wirft sein Reisig hinein
- 1978: Entdeckungen. Kinder der DDR
- 1979: Es müssen nicht Piraten sein
- 1979: Nachbars Kinder
- 1981: Und daraus wird ein Bild von uns
- 1981: Spurensuche. Der Kupferhammer von Grünthal
- 1981: Geborgenheit im Alter, 24 min.[1]
- 1981: Wunschkinder, 23 min., über Familienpolitik in der DDR[2]
- 1981: Dixieland – Dixieland, 2023 gezeigt in Filmmuseum Potsdam[3]
- 1982: Der Frieden braucht alle, 18 min.[4]
- 1983: IX. Kunstausstellung der DDR, 24 min.[5]
- 1984: Junge Wissenschaftler
- 1985: Auskünfte über ein Land, 23 min., propagandistisch[6]
- 1985: Tom Schilling. Choreograph, 24 min., über Tänzer[7]
- 1985: Bertolt Brecht. Nachdenken über die Wurzel der Übel, 29 min.[8]
- 1986 Kollwitzplatz Berlin, 18 min., mit drei weiteren Regisseuren